# الاحتلال السوفييتي لدول البلطيق (1940)
يغطي مصطلح الاحتلال السوفييتي لدول البلطيق الفترة الممتدة من معاهدات المساعدة المتبادلة السوفييتية البلطيقية في عام 1939، مرورًا بغزو دول البلطيق وإلحاقها في عام 1940، إلى عمليات الترحيل الجماعي في عام 1941.
في شهري سبتمبر وأكتوبر من عام 1939، أرغمت الحكومة السوفييتية دول البلطيق الصغرى على عقد معاهدات مساعدة متبادلة منحت السوفييت الحق في إنشاء قواعد عسكرية ضمنها. وعقب اجتياح الجيش الأحمر في صيف 1940، أجبرت السلطات السوفييتية حكومات البلطيق على التنحي. سُجن رئيسا إستونيا ولاتفيا ثم توفيا لاحقًا في سيبيريا. وتحت الإشراف السوفييتي، رتبت حكومات شيوعية شكلية جديدة ومناصرون للسوفييت انتخابات جرى التلاعب بها وزُورت نتائجها. وبعد ذلك بفترة قصيرة، أقرت «مجالس الشعب» المنتخَبة حديثًا قرارات تطالب بالالتحاق بالاتحاد السوفييتي. وفي يونيو عام 1941، مارست الحكومات السوفييتية الجديدة عمليات ترحيل جماعي بحق «أعداء الشعب». وبناء على ذلك، رحب العديد من أبناء شعوب البلطيق بداية الأمر بالألمان على اعتبارهم محررين حين احتلوا المنطقة بعد ذلك بأسبوع.

## خلفية تاريخية
بعد الغزو السوفييتي لبولندا في 17 سبتمبر 1939، وبالانسجام مع اتفاق مولوتوف-ريبنتروب، مُنحت القوات السوفييتية حرية التصرف بدول البلطيق الثلاث (لاتفيا وليتوانيا وإستونيا)، وكان ذلك من جوانب الاتفاقية الهامة بالنسبة إلى الحكومة السوفييتية إذ كانت تخشى من استخدام ألمانيا للدول الثلاث معبرًا من أجل الاقتراب إلى لينينغراد.:31 ضغط السوفييت على فنلندا ودول البلطيق لعقد معاهدات مساعدة متبادلة، وشكك السوفييت بحياد إستونيا عقب هرب غواصة بولندية من العاصمة الإستونية تالين يوم 18 سبتمبر. وبعد ذلك بأسبوع، في 24 سبتمبر 1939، أعطي وزير الخارجية الإستوني إنذارًا في موسكو، وطالب السوفييت بعقد معاهدة مساعدة متبادلة من أجل إنشاء قواعد عسكرية في إستونيا. لم يكن لدى الإستونيين خيار سوى السماح بإنشاء قواعد بحرية وجوية وعسكرية سوفييتية على جزيرتين تابعتين لإستونيا وفي ميناء بالديسكي، ووُقعت الاتفاقية في 28 سبتمبر 1939. وامتثلت لاتفيا في 5 أكتوبر 1939، ثم تبعتها ليتوانيا بعد فترة قصيرة في 10 أكتوبر 1939. سمحت الاتفاقيات للاتحاد السوفييتي بتأسيس قواعد عسكرية على أراضي دول البلطيق طيلة فترة الحرب الأوروبية (المسرح الأوروبي للحرب العالمية الثانية)، وحشد 25,000 جندي سوفييتي في إستونيا و30,000 في لاتفيا و20,000 في ليتوانيا بدءًا من أكتوبر 1939.
في عام 1939، كانت فنلندا قد رفضت مطالب مشابهة من قبل السوفييت بتنازلها عن أجزاء من أرضها أو تأجيرها. ونتيجة لذلك، هاجم الاتحاد السوفييتي فنلندا، معلنًا بذلك بداية حرب الشتاء في نوفمبر. انتهت الحرب في مارس 1940، وخسرت فنلندا نتيجة لها مساحات من أراضيها فاقت مطالب السوفييت ما قبل الحرب، غير أن فنلندا حافظت على سيادتها. التزمت دول البلطيق موقف الحياد خلال حرب الشتاء، ومدح السوفييت علاقة هذه الدول بالاتحاد السوفييتي معتبرًا إياها نموذجًا يُحتذى به.

## الاحتلال السوفييتي

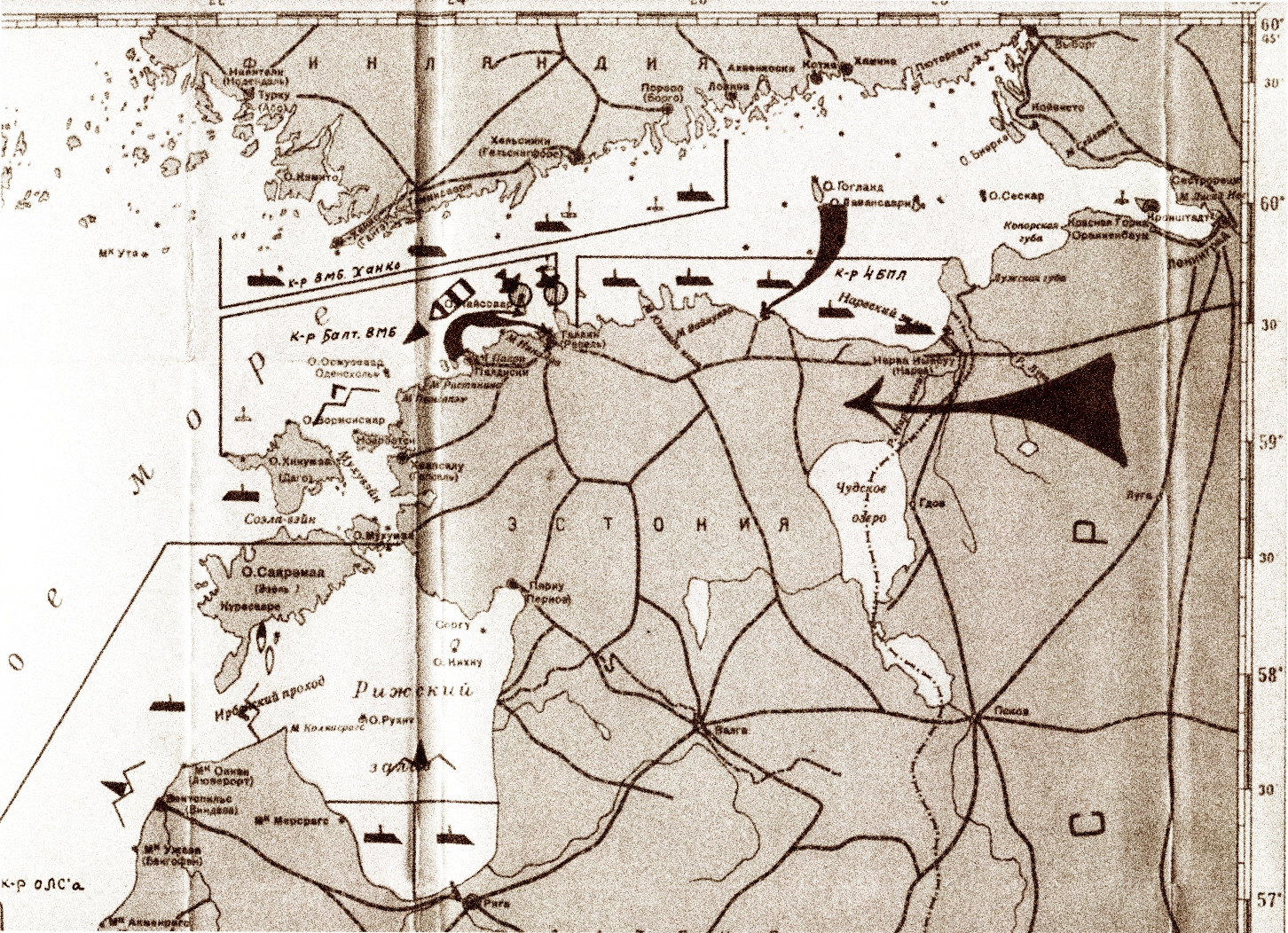
مخطط عسكري للحصار والاجتياح العسكري الذي فرضه السوفييت على إستونيا ولاتفيا عام 1940 (محفوظات قوات البحرية الروسية)

بلغ عداد الجماعات العسكرية السوفييتية المتأهبة للعمليات العسكرية المحتملة ضد دول البلطيق 435,000 جندي ونحو 8,000 سلاح ومدفع وأكثر من 3,000 دبابة وأكثر من 500 عربة مصفحة. وفي 3 يونيو 1940، تجمعت كل القوات العسكرية السوفييتية الموجودة في دول البلطيق تحت قيادة ألكسندر لوكتيونوف. وفي 9 يونيو، أعطيت التوجيهات العسكرية 02622ss/ov لمنطقة لينينغراد العسكرية التابعة للجيش الأحمر من قبل سيميون تيموشينكو من أجل الاستعداد بحلول 12 يونيو لـ: أ) أسر المراكب التابعة للبحرية الإستونية واللاتفية والليتوانية في قواعدها أو في عرض البحر، ب) أسر الأساطيل التجارية الإستونية واللاتفية وكل المراكب الأخرى، ج) التهيؤ لتنفيذ اجتياح وإنزال في تالين وبالديسكي، د) إغلاق خليج ريغا ومحاصرة سواحل إستونيا ولاتفيا المطلة على خليج فنلندا وبحر البلطيق، هـ) منع إجلاء الحكومتين الإستونية واللاتفية وقواتهما العسكرية وأصولهما المالية، و) تقديم الدعم البحري من أجل اجتياح باتجاه بلدة راكفيري، ز) منع الطائرات الإستونية واللاتفية من الطيران إلى فنلندا أو السويد.

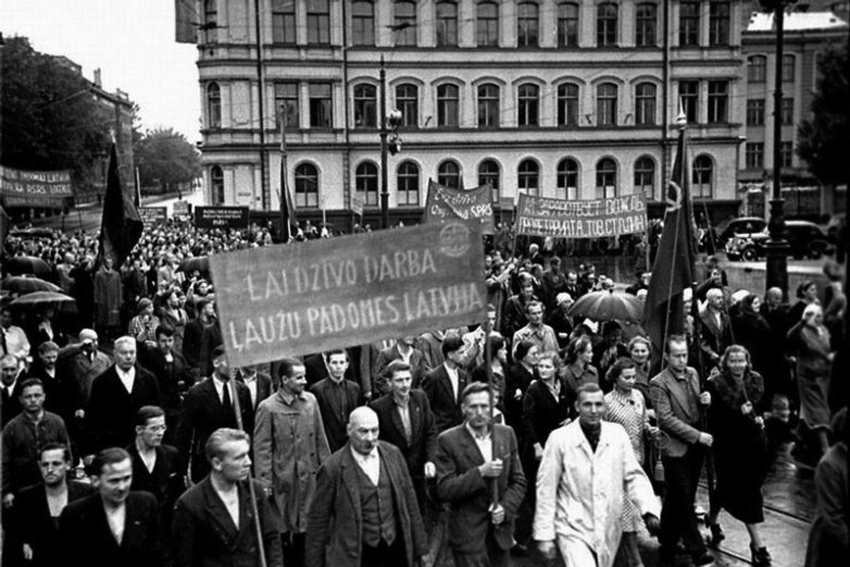
مسيرة نظمتها قوات المحتل السوفيتي في ريغا عام 1940.

في 12 يونيو 1940، وفقًا لمدير أرشيف الدولة الروسية لقسم البحرية، بافل بتروف (المرشح لدرجة الدكتوراه)، بالرجوع إلى سجلات الأرشيف، أمِر أسطول البلطيق السوفييتي بتنفيذ حصار عسكري كامل على إستونيا. وفي 13 يونيو، في الساعة 10:40 صباحًا، بدأت القوات السوفييتية بالزحف إلى مواقعها واتخذت وضعية التأهب. وبحلول 14 يونيو، في الساعة 10 مساءً، كانت أربع غواصات وعدد من الوحدات البحرية الخفيفة قد تموضعت في بحر البلطيق، في خليج ريغا وخليج فنلندا، من أجل عزل دول البلطيق بحريًا، وتهيأ أسطول بحري ضم ثلاث فرق مدمرات إلى الغرب من جزيرة نيسار من أجل مساندة الاجتياح، وتهيأت الكتائب الأربع التابعة للواء المشاة الأول على سفن الشحن «سيبير» و«بياتيليتكا الثانية» و«إلتون» من أجل إجراء عمليات إنزال على جزيرتي نيسار وإيغنا، واستعدت سفينة شحن دنيستر والمدمرتان ستوروزيفوي وسيلنوي محملة بجماعات عسكرية من أجل غزو العاصمة تالين، وتموضعت الكتيبة الخمسون على السفن من أجل تنفيذ اجتياح قرب بلدة كوندا الإستونية. شارك 120 مركبًا سوفييتيًا في الحصار البحري، وكان بينها سفينة طراد حربية وسبع مدمرات و17 غواصة، إلى جانب 219 طائرة من بينها 84 طائرة دي بي-3 وتوبوليف إس بي قاذفة من اللواء الجوي الثامن و62 طائرة من اللواء العاشر.
في 14 يونيو 1940، أصدر السوفييت إنذارًا إلى ليتوانيا. ودخل الحصار العسكري السوفييتي لإستونيا حيز التنفيذ بينما تركز انتباه العالم على سقوط باريس في يد ألمانيا النازية. وأسقطت طائرتان قاذفتان سوفييتيتان طائرة الركاب الفنلندية كاليفا المتوجهة من تالين إلى هلسنكي والتي كانت تحمل ثلاث حقائب دبلوماسية من الوفود التابعة للولايات المتحدة في تالين وريغا وهلسنكي، وقُتل موظف السلك الدبلوماسي الأمريكي هنري و. أنثيل الابن في الحادثة.

### اجتياح الجيش الأحمر
اتهم مولوتوف دول البلطيق بالتآمر ضد الاتحاد السوفييتي وأصدر إنذارًا بحق كل هذه الدول من أجل تشكيل حكومات يقرها السوفييت. وهددت موسكو بالغزو واتهمت الدول الثلاث بانتهاك المعاهدات الأصلية إضافة إلى التآمر على الاتحاد السوفييتي، فأصدرت إنذارات بحقها، وطالبت بامتيازات جديدة، تضمنت تبديل حكومات هذه الدول والسماح لعدد غير محدود من الجنود بالدخول إلى الدول الثلاث.
كانت حكومات دول البلطيق قد قررت أنه، بالنظر إلى عزلتها الدولية واحتشاد القوات السوفييتية على حدودها وتوغلها في أراضيها بالفعل، من غير المجدي إبداء المقاومة، وأنه من الأفضل تجنب إراقة الدماء ضمن حرب لا سبيل للانتصار فيها. وتزامن احتلال دول البلطيق مع انقلاب شيوعي في كل دولة منها، بدعم من القوات العسكرية السوفييتية.
وفي 15 يونيو، اجتاح الاتحاد السوفييتي ليتوانيا. وهاجمت الجماعات العسكرية السوفييتية حرس حدود لاتفيا في ماسلينكي. وفي 16 يونيو 1940، اجتاح الاتحاد السوفييتي إستونيا ولاتفيا. ووفقًا لمقال نشرته مجلة تايم في فترة الاجتياحات تلك، فقد احتل نحو 500,000 جندي من الجيش الأحمر السوفييتي دول البلطيق الثلاث في غضون أيام، قبل أسبوع واحد فقط من سقوط فرنسا في يد ألمانيا النازية.
دخلت القوات العسكرية السوفييتية بمئات آلاف الجنود إلى إستونيا ولاتفيا وليتوانيا، وكانت تفوق بعدادها جيش كل دولة منها بكثير.
استسلمت معظم القوات المسلحة الإستونية ورابطة الدفاع الإستونية بناءً على أوامر الحكومة الإستونية ونُزع سلاحها من قبل الجيش الأحمر. ووحدها كتيبة الإشارة الإستونية المستقلة المتمركزة في تالين في شارع راوا (Raua) أظهرت مقاومة للجيش الأحمر وميليشيا «الدفاع الذاتي الشعبي» الشيوعية، إذ قاتلت الجماعات العسكرية الغازية في 21 يونيو 1940. ومع استدعاء الجيش الأحمر لإمدادات إضافية مدعومة بست عربات قتال مدرعة، استمرت المعركة عدة ساعات حتى وقت الغروب. وفي نهاية المطاف، أنهيت المقاومة العسكرية بالمفاوضات، واستسلمت كتيبة الإشارة المستقلة ونُزع سلاحها. نتج عن ذلك موت جنديين إستونيين هما أليكسي مينيكوس ويوهانس ماندري، إضافة إلى عدة جرحى على الجانب الإستوني، في حين قُتل نحو عشرة جنود وأصيب أكثر من ذلك العدد على الجانب السوفييتي، وكانت الميليشيا السوفييتية التي شاركت في المعركة خاضعة لقيادة نيكولاي ستيبولوف.

### ردة الفعل الغربية
حصلت حكومات المنفى -التي تواجدت وفودها في لندن- على الاعتراف من قبل عدد من الحكومات الغربية خلال الحرب الباردة. ومع إعادة التأسيس بعد استقلال الجمهوريات السوفييتية التي تركت الاتحاد السوفييتي، دُمجت حكومات المنفى هذه بالأجهزة الحاكمة الجديدة.

## سَفْيَتة دول البلطيق
مارس السوفييت القمع السياسي عن طريق الترحيل الجماعي لنحو 130,000 مواطن.:48 وتضمنت وثيقة تعليمات سيروف، التي حملت عنوان «عن إجراءات تنفيذ ترحيل العناصر المناهضة للسوفييت من ليتوانيا ولاتفيا وإستونيا»، إجراءات وبروتوكولات مفصلة فيما يتعلق بترحيل مواطني البلطيق.
وبدأ السوفييت عملية تحوير دستوري لدول البلطيق من خلال تشكيل «حكومات شعبية» انتقالية أولًا. وبقيادة أشخاص مقربين من ستالين، إلى جانب موالين شيوعيين محليين ومسؤولين تم استقدامهم من الاتحاد السوفييتي، أرغِم رؤساء الدول الثلاث وحكوماتها على التنحي، وحلت الحكومات الشعبية المؤقتة محلهم.
وفي يومي 14 و15 يوليو، عقب إدخال تعديلات غير شرعية على القوانين الانتخابية الخاصة بالدول الثلاث، أجريت انتخابات برلمانية -جرى التلاعب بنتائجها- من أجل تشكيل «مجالس برلمان شعبية» على أيدي الشيوعيين المحليين المناصرين للاتحاد السوفييتي، وصيغت القوانين بطريقة يُسمح بمقتضاها للشيوعيين وحلفائهم بالترشح دونًا عن غيرهم. وزُورت نتائج الانتخابات بشكل كامل: إذ أصدرتها أجهزة الصحافة السوفييتية مبكرًا، فظهرت النتائج مطبوعة في صحيفة لندنية قبل إغلاق صناديق الاقتراع بأربع وعشرين ساعة بالكامل. وانعقدت «مجالس البرلمان الشعبية» في 21 يوليو، ولم يكن لدى كل منها سوى عمل واحد، وهو تقديم طلب من أجل الانضمام إلى الاتحاد السوفييتي، ولقد قُدمت هذه الطلبات بالإجماع. وفي أوائل أغسطس، «وافق» مجلس السوفييت الأعلى على الطلبات الثلاثة. وأفادت الرواية السوفييتية الرسمية أن دول البلطيق الثلاث أنجزت ثورات اشتراكية وطلبت الانضمام إلى الاتحاد السوفييتي وفق اختيارها.
بدأت الحكومات الجديدة التي نصبها السوفييت في دول البلطيق بالانحياز في سياساتها مع الممارسات السوفييتية المزامنة لها. ووفقًا للمذهب السائد في العملية، فقد دُمرت المجتمعات «البرجوازية» القديمة كي تحل محلها مجتمعات اشتراكية جديدة يقودها مواطنون سوفييت مخلصون.